# Probabîn, Horodenka
Probabîn (în ucraineană Пробабин) este un sat în comuna Strilce din raionul Horodenka, regiunea Ivano-Frankivsk, Ucraina.

## Demografie
Componența lingvistică a localității Probabîn
     Ucraineană (99,06%)
     Alte limbi (0,94%)
Conform recensământului din 2001, majoritatea populației localității Probabîn era vorbitoare de ucraineană (99,06%), existând în minoritate și vorbitori de alte limbi.